# Ho Chi Minh
Hồ Chí Minh, pseudonimo di Nguyễn Sinh Cung (Kim Liên, 19 maggio 1890 – Hanoi, 2 settembre 1969), è stato un rivoluzionario, politico e patriota vietnamita, Primo ministro del Paese dal 1945 al 1955 e suo presidente dal 1955 al 1969.
Fondatore nel 1941 del movimento Viet Minh ("Lega per l'indipendenza del Vietnam"), nel 1945 traghettò il paese verso l'indipendenza, venendo acclamato presidente della Repubblica Democratica del Vietnam. Guidò il Vietnam del Nord, riconosciuto ufficialmente nella conferenza di Ginevra del 1954, durante la guerra del Vietnam fino al 1969, anno della sua morte.

## Biografia

### Primi anni
Nato con il nome Nguyễn Sinh Cung nel piccolo villaggio della madre, Hoang Tru, nella provincia centro settentrionale di Nghe An, si trasferì nel 1895 nel vicino villaggio paterno di Kim Liên. Proveniva da una famiglia povera ma non indigente: il padre Nguyễn Sinh Sắc, un funzionario della corte dell'Annam, era uno studioso del confucianesimo e gli impartì una rigorosa educazione confuciana. Come da tradizione vietnamita, all'età di dieci anni cambiò il nome e fu chiamato Nguyễn Tất Thành ("Nguyễn che sarà vittorioso").
La sorella Bạch Lien (o Nguyen Thi Thanh) era un'impiegata dell'esercito francese, il fratello Nguyen Sinh Khiem (o Nguyen Tat Đạt) era erborista mentre l'altro fratello (Nguyen Sinh Nhuan) morì durante l'infanzia. La famiglia entrò in crisi finanziaria nel 1910, quando il padre venne arrestato per abuso di potere e condannato a una severissima pena, anche se in realtà il vero motivo del fermo è da ricercare nell'attività anticolonialista condotta dall'uomo. Ispirato da sentimenti patriottici, Sắc era amico del rivoluzionario nazionalista Phan Bội Châu, che a sua volta era nato nella provincia di Nghe An.
A differenza del padre, Nguyễn Tất Thành ricevette una formazione occidentale: frequentò il liceo francese di Huế (dove poi si sarebbero iscritti anche Phạm Văn Đồng e Võ Nguyên Giáp) e successivamente la scuola Duc Thanh di Phan Thiết. In questo periodo apprese la lingua francese e approfondì la conoscenza della storia e della letteratura francese. Dopo la scarcerazione, il padre fu espulso dalla pubblica amministrazione e preferì non tornare più nel suo paese natale; si trasferì definitivamente al sud, dove sarebbe morto nel 1929. Nel 1977 membri locali del Partito Comunista del Vietnam eressero un mausoleo sul luogo dove era stato sepolto.

### Primo soggiorno in Francia
Dopo la crisi che aveva travolto il padre e le finanze familiari, Nguyễn Tất Thành si stabilì a sud in cerca di un'occupazione. Con l'espansione del colonialismo europeo in Asia e l'apertura del Canale di Suez, nel XX secolo erano in aumento gli asiatici che si trasferivano in Europa per trovare lavoro. Il 5 giugno 1911 Nguyễn Tất Thành lasciò per la prima volta il Vietnam a bordo del piroscafo francese Amiral-Latouche Tréville, dove era stato assunto come aiuto cuoco. Viaggiò in incognito sotto il nome Van Ba, e sbarcò a Marsiglia. Durante la permanenza in Francia lavorò come addetto alle pulizie, cameriere e montatore cinematografico, trascorrendo la maggior parte del tempo libero nelle biblioteche pubbliche, leggendo libri di storia e giornali politici per approfondire la conoscenza delle strutture della società occidentale.
Dopo un periodo a Le Havre, tornò a Marsiglia e fece domanda per l'iscrizione alla École Coloniale, dove veniva formato il personale dell'amministrazione coloniale e dove venivano accettati anche studenti originari delle colonie in possesso di una borsa di studio. La domanda fu respinta perché, nel suo caso, avrebbe dovuto essere presentata dal governatore generale dell'Indocina francese. Qualcuno ha sostenuto che intendeva in questo modo penetrare nel cuore della nemica amministrazione coloniale, altri hanno ipotizzato che volesse riabilitare la figura del padre.

### Negli Stati Uniti
Nel 1911 tornò a lavorare su una nave, che nei successivi due anni lo avrebbe portato a visitare diversi Paesi del mondo. Anche a bordo della nave si dedicò allo studio, in particolare del francese e dell'inglese, e si impegnò ad insegnare ad altri marinai analfabeti, soprattutto vietnamiti. Rimasto piacevolmente sorpreso dall'alto livello di civiltà dei francesi in patria rispetto al rozzo comportamento che gli stessi francesi esibivano nelle colonie, in questo periodo rimase particolarmente colpito dalle contraddizioni del mondo occidentale. La differenza tra il tenore di vita delle classi dominanti e il trattamento a cui erano sottoposti gli abitanti delle colonie, gli afroamericani negli Stati Uniti e gli irlandesi oppressi dai britannici stimolarono la sua solidarietà verso le classi subalterne. Trovò una relazione tra l'internazionalismo proletario a cui aspiravano i marxisti e gli insegnamenti di Confucio, secondo il quale "tutti gli uomini sono fratelli attraverso i quattro oceani". Si rese conto di quanto fossero in antitesi la teoria delle più evolute democrazie liberali e la pratica con cui in quegli stessi Paesi trionfavano il razzismo e il colonialismo.
Dal 1912 al 1913 visse a New York (nel quartiere di Harlem) e a Boston, dove lavorò come panettiere al Parker House Hotel. Fu costretto dalla miseria a svolgere le professioni più umili e in seguito dichiarò di esser divenuto dipendente di una ricca famiglia di Brooklyn tra il 1917 e il 1918. Sempre nel 1918 rimase positivamente impressionato dall'oratoria dell'agitatore e sindacalista panafricanista Marcus Garvey: si pensa che questa esperienza, unita ai frequenti contatti che ebbe con gruppi di fuoriusciti coreani nazionalisti e anticolonialisti, abbia avuto una profonda importanza per l'evoluzione della sua visione della politica.

### In Gran Bretagna
Tra il 1913 e il 1919 Nguyễn Tất Thành visse non consecutivamente a West Ealing, a ovest di Londra, e poi a Crouch End, Hornsey, a nord di Londra. Si segnalò per la sua professione di chef al Drayton Court Hotel, che svolse nel 1914. In Inghilterra venne inoltre addestrato come aiuto chef pasticciere dal celebre cuoco Auguste Escoffier e si ritiene che nel 1913 abbia lavorato come cameriere presso l'Alto Commissariato della Nuova Zelanda a Londra.

### Il secondo soggiorno in Francia e la formazione politica
Secondo alcune fonti nel 1919, secondo altre nel 1917, si trasferì a Parigi, dove si unì a un gruppo di nazionalisti vietnamiti di cui facevano parte i connazionali Phan Châu Trinh, un patriota con cui si scambiava lettere quando era in Inghilterra, e il suo mentore Phan Van Truong. Dopo il suo arrivo, assunse il nuovo nome Nguyễn Ai Quoc (Nguyễn il patriota). Scelse di soggiornare in Francia per partecipare all'acceso dibattito politico con gli altri espatriati asiatici e soprattutto vietnamiti. Voleva inoltre rendersi conto della situazione locale, gravemente compromessa dalla prima guerra mondiale che era in corso, e valutare se l'indebolimento dello Stato avrebbe potuto avere ripercussioni positive per i progetti di indipendenza del Vietnam.
In quel periodo accaddero eventi che avrebbero influito sulla vita del Vietnam e dello stesso Hồ Chí Minh: nel 1916 e nel 1917 vi furono grandi dimostrazioni anticoloniali nel Vietnam, la prima delle quali fu guidata dall'imperatore Duy Tân, che furono soffocate, ma rappresentarono un segnale di come fosse viva la resistenza nel Paese. Nel 1917 ebbe luogo anche la rivoluzione d'ottobre, con cui i bolscevichi guidati da Lenin si impadronirono del potere in Russia, spodestando lo zar e gettando le basi per la nascita dell'Unione Sovietica cinque anni più tardi.
A Parigi svolse svariati mestieri (operaio, fotografo, tipografo) e lavorò come giornalista presso il quotidiano di sinistra Le Paria. Iscritto al Partito Socialista Francese, nel 1918 Nguyễn Ai Quoc cercò di ottenere l'indipendenza dal governo coloniale, ma venne ignorato. Nel 1919, come rappresentante del Partito Socialista, presentò un'istanza per il rispetto dei diritti civili nell'Indocina francese alle potenze riunite per i colloqui di pace del trattato di Versailles. L'istanza fu ignorata, ma contribuì ad accrescere la sua fama in patria di simbolo della lotta anticoloniale. Nel 1919 fu tra i socialisti che optarono per entrare nella Terza Internazionale, provocando la scissione del partito. Nguyễn Ai Quoc abbracciò quindi il comunismo insieme all'amico Marcel Cachin, divenendo nel 1920 uno dei fondatori del Partito Comunista Francese.
Oltre che di politica, si occupò di linguistica e nel maggio del 1922 scrisse un articolo su una rivista in cui criticava aspramente l'uso di parole inglesi nei mass-media francesi ed esortava il primo ministro Raymond Poincaré a proibire l'uso sulla stampa nazionale del franglais (la commistione linguistica anglo-francese), dove apparivano parole come manager, round e knock-out. In questo periodo, mentre si trovava nella capitale francese, ebbe una relazione con una sarta di nome Marie Brière.

### Gli anni venti e trenta

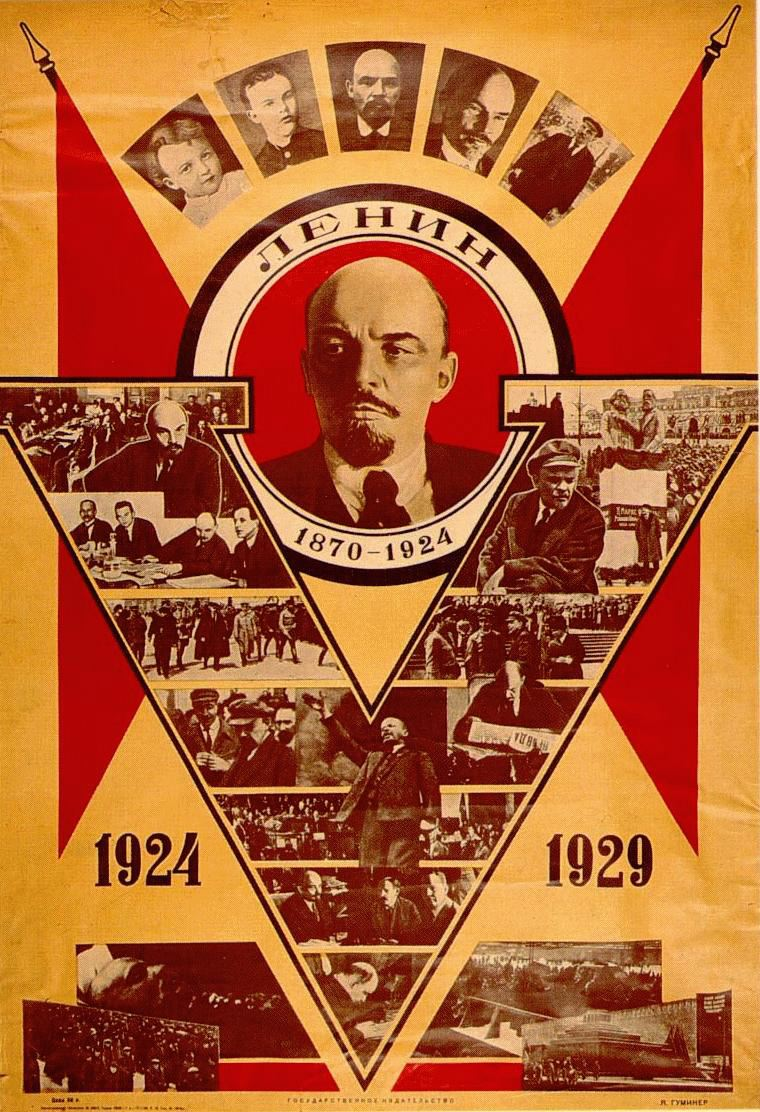
Poster di propaganda sovietico pubblicato nel V anniversario della morte di Lenin (1929)

Nel 1923 si spostò a Mosca, dove si legò al Comintern divenendo informatore della Terza Internazionale per l'estremo oriente. Tra i motivi che lo spinsero nella neonata Unione Sovietica, vi fu il desiderio di conoscere Lenin, che non riuscì a soddisfare, il bisogno di avvicinarsi al Vietnam e la convinzione che solo il movimento comunista avrebbe potuto aiutare le popolazioni oppresse a disfarsi del colonialismo. Nel periodo trascorso a Mosca, studiò all'Università comunista dei lavoratori dell'est e partecipò ai lavori del V congresso del Comintern. Sia in questa sede che in tutti gli altri congressi a cui partecipò in URSS, sollevò la questione del colonialismo e dell'importanza che a suo avviso questo rivestiva nell'economia del dopoguerra dei Paesi colonialisti. Sottolineò inoltre la questione contadina e il potenziale rivoluzionario che esprimeva. Partecipò nell'ottobre del 1923 al congresso di fondazione del Krestintern, l'Internazionale Contadina, divenendo subito una delle figure di spicco dell'organizzazione. Il suo soggiorno a Mosca aumentò ulteriormente la sua popolarità sia tra i comunisti che tra i suoi connazionali.
Da qualche tempo il Comintern aveva inviato a Canton una missione russa capeggiata da Mikhail Borodin per sostenere il rivoluzionario Sun Yat-sen, che aveva stretto alleanza con i comunisti cinesi. Nel novembre del 1924 Nguyen Ai Quoc fu aggregato alla missione con lo scopo di collaborare con il neonato Partito Comunista Cinese e di addestrare i giovani rivoluzionari indocinesi espatriati in quella regione. Giunto a Canton con il nome Ly Thuy, fondò prima la Lega della Gioventù Rivoluzionaria (Thanh Nien Cach Menh Dong Chi Hoi) e poi la Lega della Gioventù Comunista (Thanh Nien Cong San Doan). 

Bandiera dell'Armata Rossa Cinese negli anni trenta

Tra le principali attività di quel periodo cinese vi fu anche la stampa per la distribuzione in Indocina di un giornale che propagandava la via comunista all'indipendenza. Fu durante i due anni trascorsi a Canton che affinò e diffuse il proprio concetto di comunismo, profondamente influenzato dalle tradizioni filosofiche orientali, in particolar modo dal confucianesimo.
Riprese i contatti con l'amico del padre Phan Bội Châu, un rivoluzionario nazionalista che si era stabilito ad Hangzhou, fino al giugno del 1925, quando Phan Boi Chau fu arrestato dalle autorità francesi nel suo rifugio di Shanghai in circostanze non chiarite.
Il 18 ottobre del 1926 si sposò con la ventunenne cinese Tăng Tuyết Minh, nonostante il parere contrario di molti dei suoi compagni, che ritenevano eccessivi i quindici anni di differenza d'età tra i due. Le nozze avvennero nello stesso luogo in cui Zhou Enlai aveva sposato Deng Yingchao: non si sa se la coincidenza sia stata casuale o appositamente voluta da Hồ Chí Minh. Dopo le nozze, la coppia visse nell'abitazione dell'agente russo del Comintern a Canton Mikhail Borodin.
Nel 1925 costituisce l'associazione comunista vietnamita, ma nel 1927 viene arrestato in seguito alla repressione del movimento comunista da parte di Chiang Kai-shek. In seguito alla sua liberazione, nel 1929 fonda il Partito Comunista indocinese insieme a coloro che erano sopravvissuti alla repressione. Il partito era volto alla liberazione del paese dalla presenza coloniale e alla lotta di classe, che portasse ad una presa di potere del partito in Vietnam, Laos e Cambogia.
Quando il leader nazionalista cinese Chiang Kai-shek ruppe l'alleanza con i comunisti e iniziò la guerra civile cinese, Nguyen Ai Quoc si rifugiò in URSS nel 1927 e iniziando una lunga serie di peregrinazioni: tornò prima a Mosca e soggiornò poi in Crimea, dove si riprese da una tubercolosi. Ritornò quindi a Parigi e si spostò clandestinamente in Belgio, Germania, Svizzera, Italia e in Siam, l'odierna Thailandia, che raggiunse nel luglio del 1928. Nonostante la lontananza fisica, riuscì a rimanere in contatto sia con la moglie sia con i militanti comunisti, come dimostra una sua lettera del 1928 intercettata dalle autorità francesi.
Trascorse la maggior parte dei 16 mesi in Siam nel nordest del paese e in particolare a Nakhon Phanom, scelta per la sua relativa vicinanza al Vietnam. Nel periodo siamese contribuì a fondare scuole per i locali rifugiati vietnamiti, propagando le sue idee rivoluzionarie, tradusse materiale comunista dal cinese, visitò profughi vietnamiti nel vicino Laos e, probabilmente, si tenne in contatto con militanti comunisti in Cambogia. In questi mesi scrisse un poema epico sull'eroe nazionale vietnamita Trang Hung Dao. In Siam fu ammalato per circa un anno, durante il quale si dedicò allo studio della medicina tradizionale orientale. Nel giugno 1929 si trasferì a Bangkok, dove fece visita ad alcuni rivoluzionari.
Nel novembre 1929 fu inviato dal Comintern a Hong Kong per unificare i movimenti comunisti esistenti in Vietnam e prenderne il controllo. Il 3 febbraio 1930 presiedette all'assemblea in cui i tre principali movimenti diedero vita al Partito Comunista Vietnamita (Viet Nam Cong San Dang). Poco tempo dopo, su richiesta del Comintern, alla prima seduta plenaria la nuova formazione fu ribattezzata Partito Comunista Indocinese per coinvolgere anche le popolazioni di Laos e Cambogia.
Nel giugno del 1931 venne arrestato per attività sovversiva e la Francia ne chiese l'estradizione. Per evitare la pressione diplomatica sul governatore della colonia inglese, i suoi amici diffusero la falsa notizia della sua morte.
Scarcerato nel gennaio del 1933, riprese le sue missioni in giro per il mondo e per un certo periodo prese abitazione a Milano, in una casa di ringhiera tra viale Pasubio e via Maroncelli, nei pressi della quale lavorò come cuoco nella tuttora esistente Trattoria della Pesa, che conserva all'interno un ritratto del futuro presidente vietnamita.
Dopo il periodo italiano tornò in Unione Sovietica, ammalandosi nuovamente di tubercolosi e nel 1938 iniziò un nuovo soggiorno in Cina durante il quale combatté alcune fasi della guerra civile in corso al fianco delle truppe di Mao Zedong. In questo periodo adottò il nome Hồ Chí Minh (胡志明), che tradotto in italiano risulta "Volontà che illumina" o anche "Colui che porta la luce".

### Il movimento Viet Minh per la liberazione

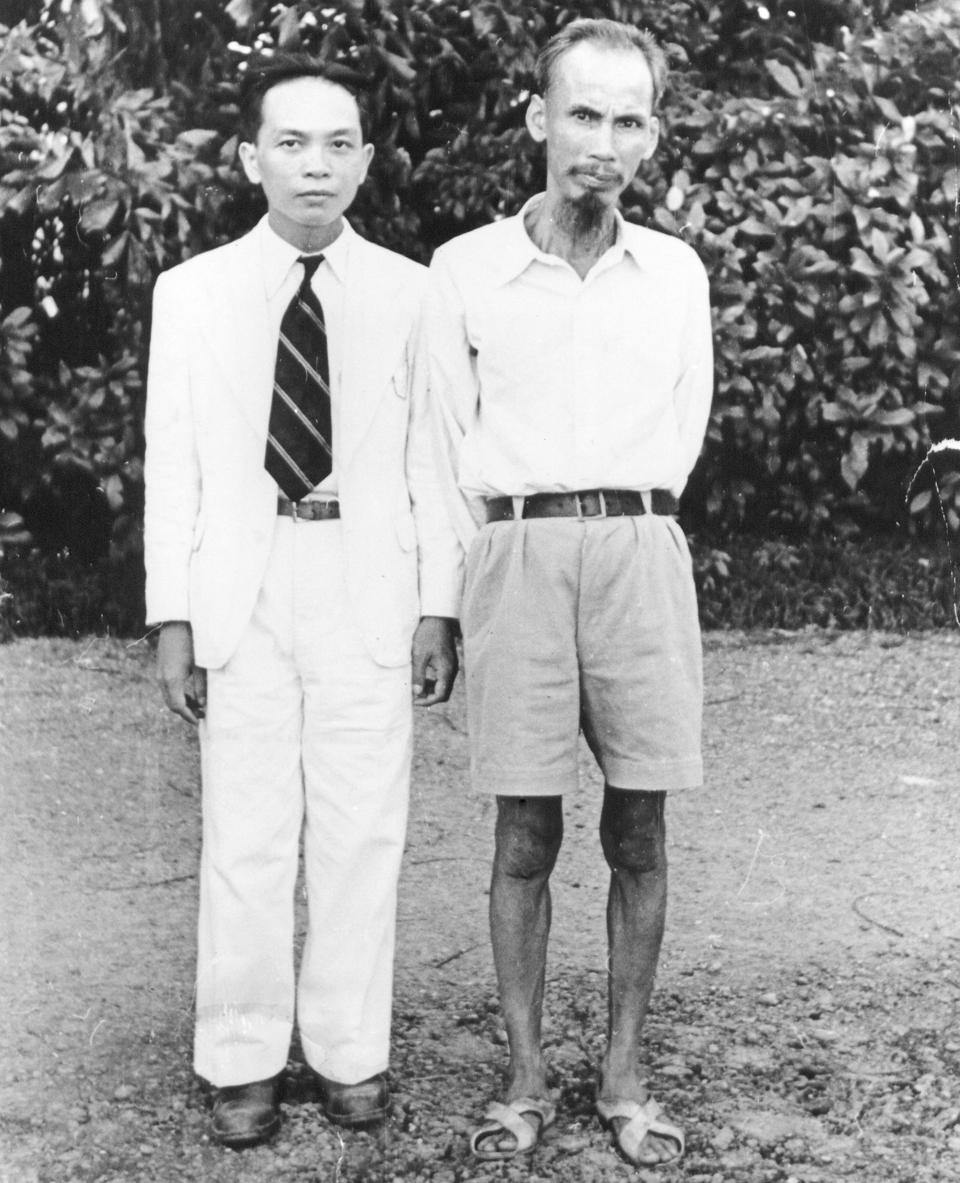
Giáp e Hồ Chí Minh fotografati nel 1942

Nel 1940 Hồ Chí Minh si trasferì a Kunming, nella Cina del sud-ovest, dopo sette anni trascorsi a Mosca. Vi stabilì il quartier generale e riprese i contatti con i vertici del partito. Tornò in Vietnam nel febbraio del 1941, dopo trent'anni di assenza, ed organizzò un altro quartier generale nelle grotte di Pac Bo, vicino alla frontiera cinese, dove in marzo si tenne l'ottava sessione plenaria del partito. Fu in tale circostanza che venne fondato il movimento Viet Minh per l'indipendenza, a cui potevano accedere i patrioti vietnamiti di qualsiasi ideologia, ma egemonizzato dal partito comunista. Alcuni degli obiettivi del partito furono eclissati, come la limitazione delle proprietà fondiarie. La stessa retorica comunista fu abbandonata in nome del nuovo progetto, che intese creare un'unità tra le masse rurali e il nazionalismo della classe media urbana.
I primi obiettivi che si pose il Viet Minh furono la diffusione del suo apparato su tutto il territorio vietnamita e il consolidamento delle basi settentrionali in mano ai guerriglieri, lontane dal controllo dei francesi, ma vicine alla Cina, dove era possibile fuggire o esercitarsi. I Viet Minh si attestarono nella zona di Viet Bac, che comprendeva diverse province settentrionali. Il tentativo francese di reprimere il movimento fallì e questo estese la sua influenza su tutto l'arco della frontiera settentrionale. Nell'agosto del 1942, durante il viaggio per partecipare a un incontro in Cina con i vertici del locale Partito Comunista, Hồ Chí Minh fu arrestato e tenuto in carcere per due anni dal Kuomintang. Riuscì poi a convincere il comandante regionale a scarcerarlo e a farlo tornare in Vietnam alla testa di un gruppo di guerriglieri addestrati e armati dai cinesi. Riprese il comando delle operazioni, approvando il dispiegamento di uomini armati sul territorio a fini di propaganda militare e politica.
Malato di malaria, nonché di altri fastidi gastrointestinali, venne curato dai medici dell'Office of Strategic Services e ciò gli consentì di proseguire la sua lotta partigiana antigiapponese. A partire dal 1944 convisse con Do Thi Lac, una donna di etnia Tay (il matrimonio con Tăng Tuyết Minh si era concluso appena un anno dopo la sua celebrazione).

### Occupazione giapponese del 1945
Il 9 marzo 1945, i giapponesi occuparono militarmente l'intero Paese e disarmarono i francesi, creando uno Stato fantoccio. Il trattato del 1883 con cui i francesi avevano imposto il protettorato sul Vietnam fu dichiarato nullo. La situazione dell'Impero giapponese era comunque ormai compromessa nel quadro del conflitto mondiale e il Partito Comunista Indocinese trasse profitto dal disarmo dei francesi e dal fatto che il controllo dei giapponesi si limitava ai maggiori centri urbani. Con la popolazione ridotta a morire di fame, fu individuato nei giapponesi il nemico da scacciare e a tale fine furono invitati ad unirsi alla lotta i patrioti francesi e i borghesi moderati delle città. Il piano era di prendere prima il controllo delle campagne e poi avanzare verso i centri urbani. Tra i vari comandanti che si distinsero in questo periodo vi fu il comunista Võ Nguyên Giáp, che avrebbe avuto un ruolo centrale nella politica del Paese nei decenni successivi.
Un po' ovunque si formarono nuovi gruppi e organizzazioni di resistenza; ad Hanoi furono reclutati 2 000 operai, 100 000 contadini si unirono nella Provincia di Quang Ngai. Un'organizzazione comunista giovanile reclutò 200 000 combattenti a Saigon, che presto divennero un milione nell'intera Cocincina. Fu affidato al generale Giáp il comando del neonato Esercito di Liberazione del Vietnam, il nucleo di quello che sarebbe diventato l'Esercito Popolare Vietnamita.
Nel giugno del 1945, il Viet Minh si era compiutamente organizzato nella zona di Viet Bac sia a livello militare che amministrativo. Aveva iniziato la ridistribuzione ai contadini più poveri delle terre che erano state dei francesi, erano state abolite le corvée, istituiti corsi per l'istruzione popolare ed annunciato il suffragio universale. A capo del direttivo fu posto Hồ Chí Minh e i territori liberati di Viet Bac contavano su un milione di abitanti. A sud era più esteso il controllo dei giapponesi. I comunisti erano comunque in crescita con diverse organizzazioni, tra cui le maggiori erano la Gioventù d'Avanguardia e la Federazione dei Sindacati Vietnamiti.
Successivamente, a seguito della rivoluzione di agosto da lui ideata, Hồ Chí Minh guidò i Viet Minh in azioni militari di successo prima contro le forze di occupazione giapponesi e poi contro i francesi, che volevano rioccupare la nazione; il 2 settembre del 1945 proclamò ufficialmente l'indipendenza della Repubblica Democratica del Vietnam, prendendo spunto dalle analoghe dichiarazioni d'autonomia che erano state fatte in occasione delle rivoluzioni americana e francese. Anche se fin dal 25 agosto era riuscito a convincere l'imperatore Bảo Đại ad abdicare, nessuno Stato straniero aveva riconosciuto il suo governo (nemmeno l'URSS, che però manteneva nei suoi confronti un atteggiamento di benevola neutralità).

### Richiesta d'aiuto a Harry Truman
Per evitare di trascinare il neonato stato vietnamita in aspre tensioni diplomatiche, nel mese di agosto e settembre 1945 Hồ Chí Minh aveva richiesto, attraverso i canali OSS (il precursore della CIA, attivi fin dal tempo della resistenza contro i giapponesi) che gli statunitensi accordassero al Vietnam "lo stesso status delle Filippine", un protettorato per un periodo indeterminato prima dell'indipendenza. Con lo scoppio delle ostilità francesi nel Vietnam del Sud, tra il settembre e l'ottobre del 1945, richiese formalmente l'intervento degli Stati Uniti e delle Nazioni Unite contro l'intervento francese, citando la Carta Atlantica, la Carta delle Nazioni Unite e un discorso di politica estera del presidente degli Stati Uniti, Harry Truman, che nell'ottobre del 1945 aveva incoraggiato l'autodeterminazione dei popoli.
Dall'ottobre 1945 al febbraio 1946, Hồ Chí Minh scrisse al presidente degli Stati Uniti Harry Truman o al segretario di stato James Byrnes almeno otto comunicazioni.
Comunicò per l'ultima volta direttamente con gli Stati Uniti nel settembre del 1946, quando visitò l'ambasciatore statunitense a Parigi George Abbot, a cui chiese assistenza nella lotta per l'indipendenza del Vietnam dall'Unione francese.
Non vi è alcuna traccia di risposta del presidente degli Stati Uniti agli appelli di aiuto di Hồ Chí Minh. Documenti relativi a un contatto diplomatico statunitense con Hồ Chí Minh nel dicembre del 1946 rivelano la preoccupazione degli Stati Uniti di un eventuale trionfo del Viet Minh, che avrebbe potuto stabilire uno "stato comunista dipendente, diretto da Mosca". Due mesi più tardi, quando era in corso la guerra d'Indocina tra i francesi e i Viet Minh nel Vietnam del Nord, il segretario di stato George Marshall sottolineò di "non perdere di vista il fatto che Hồ Chí Minh avesse collegamenti diretti con comunisti" e che "non siamo ovviamente interessati a vedere soppiantate amministrazioni dell'impero coloniale, da organizzazioni politiche e filosofiche provenienti o controllate dal Cremlino".
Le tensioni politiche esistenti all'interno dei confini vietnamiti portarono alla soppressione di numerosi rivali del Partito Comunista del Vietnam: tra questi i leader del Partito costituzionale e di quello indipendentista, nonché Ngô Đình Khôi, fratello del suo futuro acerrimo nemico Ngô Đình Diệm. Nello stesso periodo avvenne l'epurazione dei trotskisti organizzati nel gruppo La Lutte, con numerosi fucilati, tra i quali i suoi principali dirigenti: Trần vặn Thach e Tạ thu Thâu. Pare comunque che Hồ Chí Minh fosse contrario alle repressioni spietate; ad esempio, il più grande imprigionamento di massa (31.000 persone arrestate) nonché l'assassinio di un centinaio di politici antimarxisti avvennero nel luglio del 1946, periodo in cui Hồ si trovava fuori dal confini nazionali.

### Indipendenza del Vietnam e guerra d'Indocina

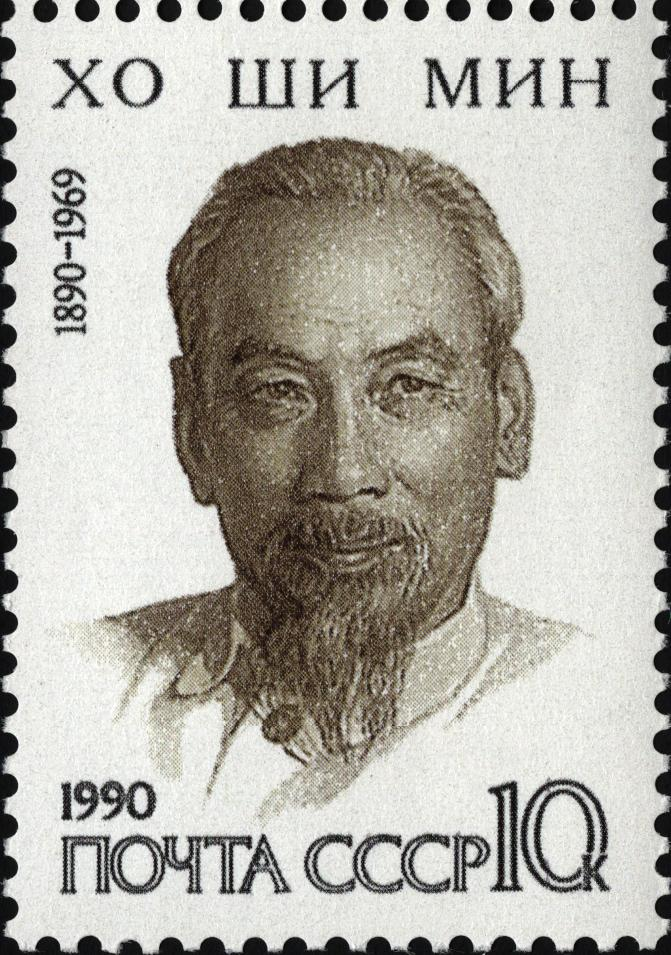
Hồ Chí Minh raffigurato in un francobollo sovietico del 1990

L'abdicazione dell'imperatore Bảo Đại portò Hồ Chí Minh a dichiarare la nascita della Repubblica Democratica del Vietnam e la sua indipendenza. Di fronte alle tensioni tra Viet Minh e militari francesi, il comandante britannico Douglas Gracey proclamò la legge marziale: a tale strumento (considerato una manovra per favorire i francesi) Hồ Chí Minh rispose proclamando il 24 settembre uno sciopero generale.
A fine settembre giunsero ad Hanoi 200 000 soldati cinesi nazionalisti, che imposero ad Hồ Chí Minh e al suo generale Lu Han lo scioglimento del Partito Comunista Indocinese e la nascita di un governo di coalizione. Quando Chiang Kai-Shek a seguito di un accordo col governo francese rinunciò alla propria influenza sul Vietnam in cambio della concessione di Shanghai, Hồ Chí Minh non ebbe scelta e il 6 marzo 1946 firmò un accordo con Parigi nel quale si riconosceva il Vietnam come uno Stato autonomo all'interno della Federazione indocinese e dell'Unione francese.
Il bombardamento francese di Haiphong del 23 novembre, che costò la vita a circa 6 000 vietnamiti, gli fece cambiare radicalmente idea. Hồ Chí Minh dichiarò nullo l'accordo precedente e il 19 dicembre scoppiò quindi la guerra d'Indocina, che vide contrapposti i Viet Minh ai francesi, i quali potevano contare anche su una parte delle locali popolazioni colonizzate in Cambogia, Laos e nello stesso Vietnam. Nei primi mesi di guerra, le truppe del generale Jean Etienne Valluy accerchiarono la roccaforte di Viet Minh a Việt Bắc tentando di catturare Hồ Chí Minh, che riuscì a scappare.
La vittoria dei comunisti nella guerra civile cinese (1º settembre 1949) diede a Hồ Chí Minh la possibilità di trovare nuovi alleati: nel febbraio del 1950 si recò a Mosca, dove incontrò Mao Zedong e Iosif Stalin; in tale occasione quest'ultimo riconobbe il suo governo. I tre capi di Stato concordarono sul fatto che il Vietnam sarebbe divenuto uno Stato indipendente dotato di un governo comunista sostenuto e supportato dalla Cina, che divenne la principale alleata dei Viet Minh. L'emissario di Mao in URSS ufficializzò la disponibilità del governo maoista ad addestrare a Pechino 70 000 soldati vietnamiti, nonché ad allearsi militarmente con Ho qualora il conflitto con la Francia si fosse rivelato molto impegnativo.
Secondo il giornalista Bernard B. Fall, dopo alcuni anni di guerra Hồ negoziò una tregua con il nemico. Proprio quando la trattativa sembrava a buon punto, i francesi chiesero la consegna di alcuni soldati giapponesi divenuti comunisti, che avrebbero dovuto essere sottoposti al processo di Tokyo per crimini commessi durante la seconda guerra mondiale. Hồ Chí Minh rispose che gli ufficiali giapponesi erano ormai divenuti alleati e amici e non voleva tradirli, pertanto l'accordo non si trovò e la guerra proseguì.

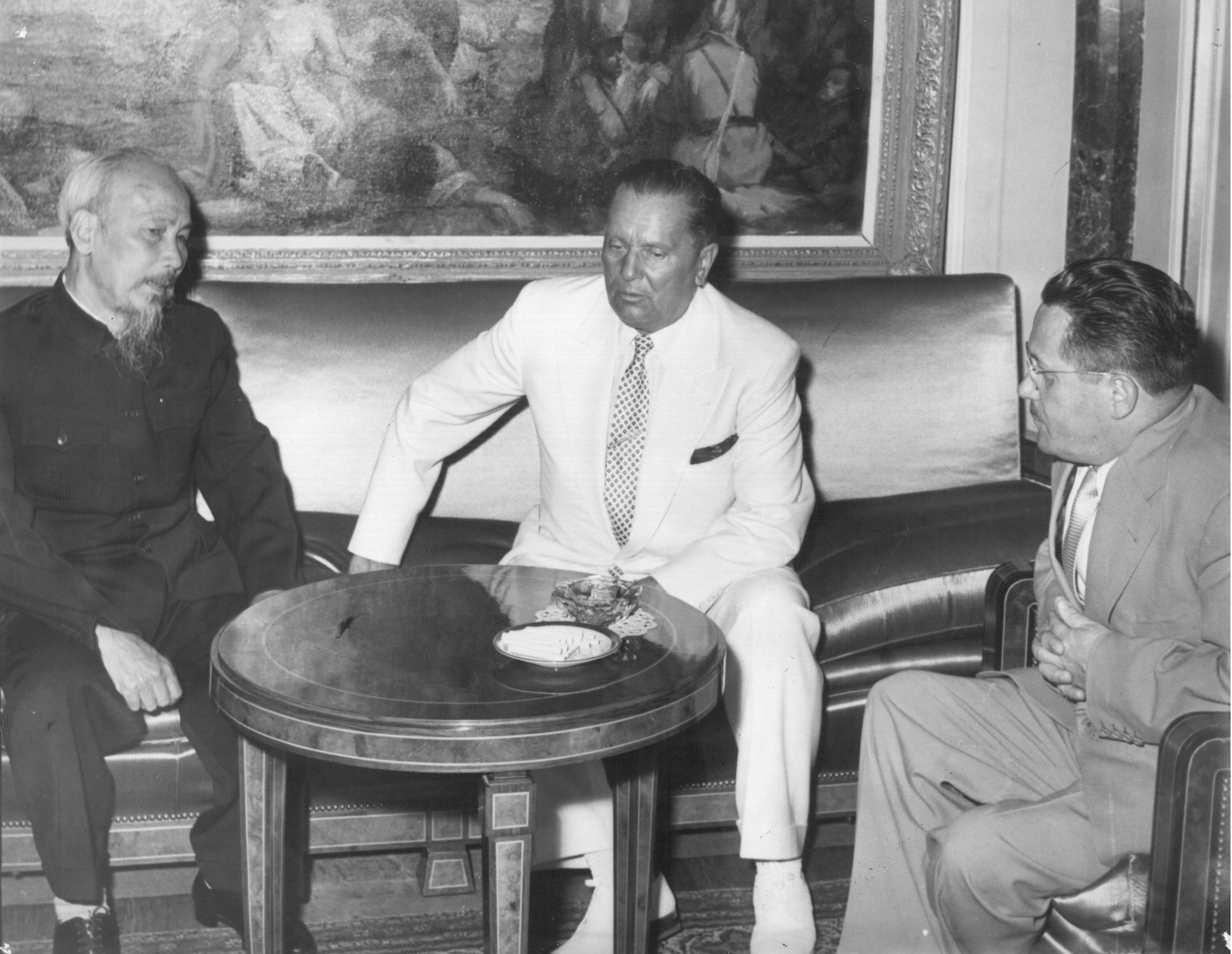
Hồ Chí Minh con Josip Broz Tito.

Inizialmente in difficoltà, a causa della soverchiante superiorità bellica dei rivali, gli indipendentisti riuscirono a cogliere decisivi successi e vinsero il conflitto. Decisiva per le sorti della guerra fu la battaglia di Dien Bien Phu, che si concluse il 7 maggio 1954 con la morte del colonnello Charles Piroth, la resa del comandante Christian de Castries e la piena vittoria militare sul campo delle forze comuniste.

### Presidenza e guerra del Vietnam
Nella successiva conferenza di Ginevra, il Vietnam fu riconosciuto indipendente, ma venne diviso in due parti: sud (con governo presidenziale a modello di democrazia occidentale filo-statunitense) e nord (comunista e, almeno inizialmente, filo-sovietico). Hồ Chí Minh divenne presidente della Repubblica Democratica del Vietnam (ossia il Vietnam del Nord) nel 1954 (in teoria se n'era già dichiarato presidente il 2 marzo 1946, ma in quell'occasione non venne riconosciuto a livello internazionale).
Tra il 1953 e il 1956, il governo del Vietnam del Nord ha introdotto varie riforme agrarie, tra cui "riduzioni degli affitti" e "riforme agrarie", che sono state accompagnate dalla repressione politica. Tra le 10 000 e le 15 000 persone furono giustiziate durante la campagna di riforma agraria.
Durante la conferenza, Hồ Chí Minh propose di istituire nel 1956 un referendum riguardo l'unificazione dei due Stati: dopo un'approvazione di massima, la proposta non passò per l'opposizione del Vietnam del Sud sostenuto dagli Stati Uniti. La circostanza portò Hồ Chí Minh ad avvicinarsi completamente a Stalin e Mao: con arresti e condanne a morte di esponenti politici anticomunisti.
Hồ Chí Minh instaurò in Vietnam un governo comunista: nazionalizzò le scuole, rese l'istruzione obbligatoria e gratuita, diede al Partito Comunista Vietnamita il ruolo di guida all'interno della società, istituì come forma di governo la repubblica parlamentare ed assegnò all'Assemblea Nazionale, che già deteneva il potere legislativo, la facoltà di eleggere il presidente dell'assemblea stessa, il primo ministro ed il presidente della repubblica.
Hồ Chí Minh fu un moderato all'interno del Partito Comunista e perse costantemente influenza nei confronti dei militanti radicali. Si ebbe una prova di ciò nel 1956, quando il partito scelse Lê Duẩn come responsabile della guerriglia Viet Cong in Vietnam del Sud al posto del più moderato Giáp, cui andavano le preferenze di Ho. Le Duan divenne anche segretario del partito del 1960, ma in ogni caso, grazie al suo grande carisma, Ho fu una forza trascinante nel tentativo di riunire il Vietnam del Nord con il Vietnam del Sud attraverso un'invasione negli anni sessanta.
Il governo della Repubblica Sudvietnamita (RVN) del presidente Ngô Đình Diệm, con l'appoggio degli USA sotto l'amministrazione di Dwight Eisenhower, interpretò il sud-est asiatico come un altro campo di battaglia della guerra fredda e quindi non aveva interesse a far tenere elezioni democratiche che avrebbero favorito l'influenza comunista sul governo del Sud. Eisenhower annotò nelle sue memorie che se si fosse tenuta un'elezione su base nazionale, i comunisti avrebbero vinto prendendo l'80% dei voti. In aggiunta si disse che i comunisti probabilmente non avrebbero permesso elezioni libere nella loro parte di Vietnam. Indipendentemente da ciò, né gli USA né i due Vietnam avevano firmato la clausola elettorale dell'accordo. L'FLN (o comunisti vietnamiti) guidò l'insurrezione popolare contro il governo sudvietnamita. Per salvare l'RVN, gli Stati Uniti iniziarono ad inviare consiglieri militari.
Cominciò così nel 1962 la guerra del Vietnam, che Hồ Chí Minh tentò di fermare nel 1963 con uno scambio epistolare col presidente Diem chiedendo di aprire dei negoziati di pace. Lo statista sudvietnamita sembrava essersi convinto, ma gli Stati Uniti erano ormai intenzionati a dare fuoco alle polveri e l'incertezza di Diem contribuì a screditarlo agli occhi degli yankee, che infatti l'anno seguente sostennero seppur in maniera molto discreta un colpo di Stato contro di lui.
Hồ Chí Minh guidò politicamente e pubblicamente (grazie al suo enorme prestigio e nonostante i problemi di salute) fino alla sua morte nel 1969, la guerra del Vietnam contro gli statunitensi, che appoggiavano il Vietnam del Sud e che a partire dal 1965 sferrarono continui attacchi aerei contro il territorio del Vietnam del Nord e che si infiltravano clandestinamente anche attraverso il neutrale Laos: per l'occasione, si affidò anche alla lotta insurrezionale al sud dei guerriglieri Viet Cong. Essendo già abbastanza anziano al momento dello scoppio della guerra, Hồ Chí Minh lasciò il comando delle operazioni al fidato Giáp, mentre anche politicamente dovette spesso dibattere con i suoi luogotenenti più giovani e ambiziosi (Le Duan, Văn Tiến Dũng, Nguyễn Chí Thanh).
Anche dopo parziali sconfitte, a causa dell'intervento diretto delle forze americane in combattimento a partire dall'estate 1965, non pensò mai di abbandonare la lotta, suggerendo ai suoi soldati di combattere in posti impervi e difficili da localizzare, da raggiungere e da oltrepassare, in modo tale che i vietcong fossero favoriti dalla maggior conoscenza del luogo: uno di questi campi di battaglia venne rinominato Sentiero di Hồ Chí Minh in suo onore. Quando, alla fine degli anni sessanta, Le Duan riuscì a far arrivare nel Vietnam del Nord 320 000 volontari cinesi, che si impegnarono in un'opera di ricostruzione delle infrastrutture danneggiate, Hồ e Giáp ebbero la possibilità di spostare più soldati sul fronte bellico.
L'ultima grande offensiva militare che vide fu quella del Tet, in cui Giáp diede vita ad una serie di audaci operazioni in tutto il Sud non urbanizzato; Hồ Chí Minh aveva capito che nelle guerre moderne l'elemento psicologico era importante come quello tattico-strategico, se non addirittura di più: gli statunitensi, ormai convinti di essere a un passo dalla vittoria del conflitto, erano convinti di trovarsi di fronte un nemico capace solo di opporre una sterile resistenza; subire un'offensiva su larga scala, anche se magari confusa e troppo ardita, fu per loro un bruttissimo colpo al morale.

### La morte

Milano, 1969: un grande ritratto di Hồ Chí Minh portato in corteo da militanti del PCI durante una manifestazione dell'Autunno caldo

Nel 1969, quando le trattative diplomatiche erano appena iniziate, la salute di Hồ cominciò a peggiorare a causa del diabete e di altre malattie che gli impedirono di partecipare a ulteriori manifestazioni politiche.
Stanco e malato, Hồ Chí Minh morì settantanovenne la mattina del 2 settembre del 1969 a causa di un arresto cardiaco. La notizia venne data alla popolazione solo due giorni dopo. Il suo successore alla presidenza non fu una singola persona, ma un collettivo di ministri, militari e uomini politici che proseguirono la guerra.
Al suo funerale parteciparono migliaia di vietnamiti, nonché i leader dei principali partiti comunisti del mondo; per l'Italia si recò sul luogo della cerimonia Enrico Berlinguer.

## Eredità politica e umana

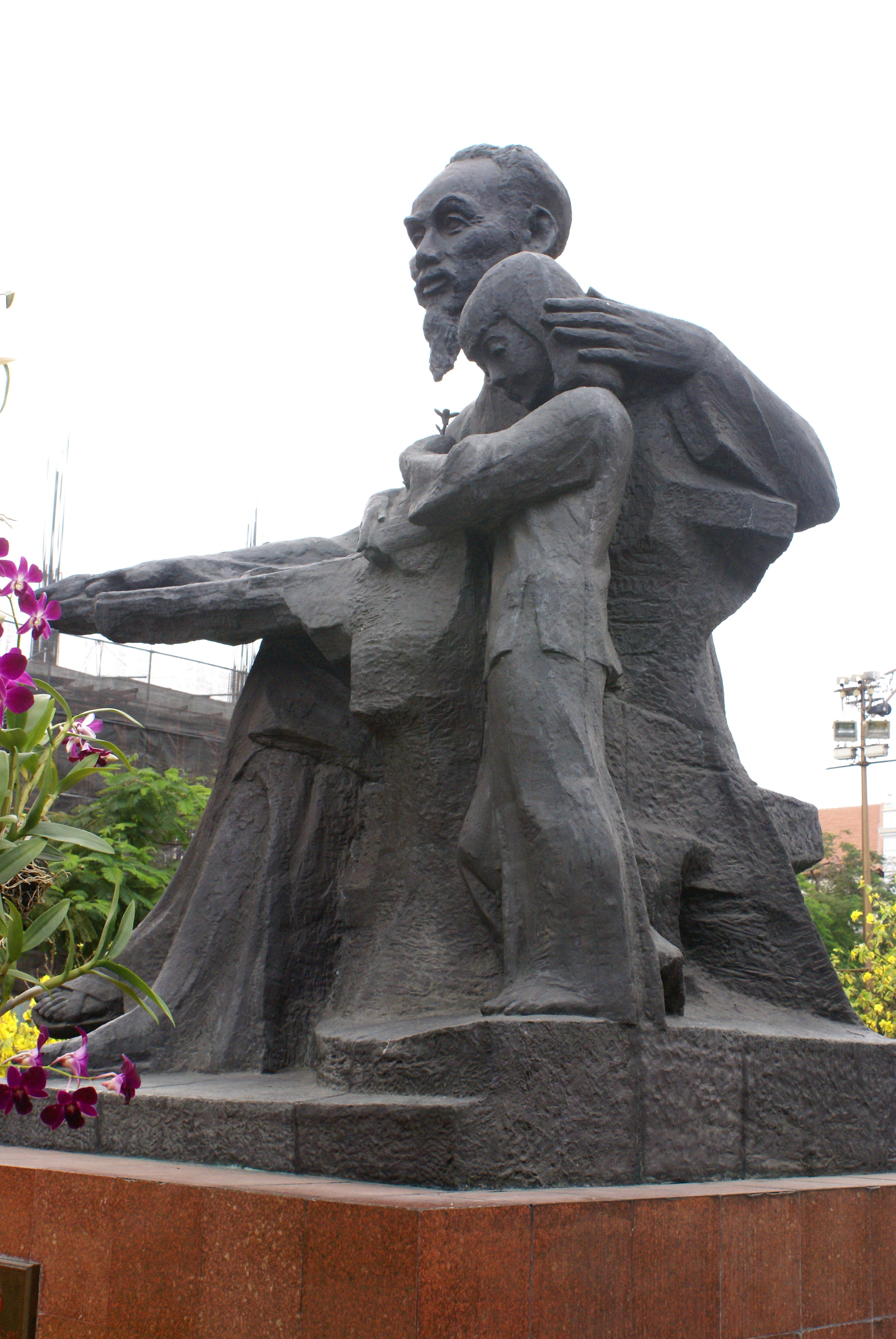
Statua raffigurante Ho Chi Minh

Da statista, ebbe stretti rapporti con il Partito Comunista Cinese e con il suo presidente, Mao Zedong. Rispondendo a un intervistatore, che gli chiedeva come mai non scrivesse tanti libri come il suo omologo cinese, Ho rispose: «Se trovate qualcosa su cui il presidente Mao non abbia scritto, ditemelo: cercherò di colmare tale lacuna».
Uno scritto di Ho Ci Minh si trova nell'antologia Il Vietnam vincerà e parla della linea strategica del Fronte di Liberazione Nazionale, dopo che non furono mantenuti gli accordi della conferenza di Ginevra del 1954.
Durante la sua presidenza, Ho fu al centro di un deciso culto della personalità, che ebbe un incremento dopo la sua morte. La sua salma infatti subì un procedimento di imbalsamazione simile a quello utilizzato per Lenin, e ad occuparsene fu proprio l'équipe sovietica di medici e di tecnici che seguiva la manutenzione delle spoglie di quest'ultimo. Attualmente la salma è esposta ad Hanoi, in un apposito mausoleo.
Il suo ruolo politico negli ultimi tempi di vita fu comunque modesto e la sua persona svolse soprattutto la funzione di simbolo.
Nel 1975 la città di Saigon (Sàigòn) venne ribattezzata Città di Ho Chi Minh (Thành phố Hồ Chí Minh) in suo onore. Gli vennero dedicati un museo, un mausoleo e numerose statue; anche l'UNESCO, nel 1987, invitò i leader degli Stati membri a partecipare alla commemorazione del centenario della nascita del leader vietnamita visto "l'importante e poliedrico contributo del presidente Ho Chi Minh nei settori della cultura, dell'istruzione e delle arti" e "la dedizione di Ho Chi Minh alla causa della liberazione nazionale del popolo vietnamita" che contribuì "alla lotta comune dei popoli per la pace, l'indipendenza nazionale, la democrazia e il progresso sociale".
Ho era noto per il suo stile di vita semplice, la moderazione e l'integrità, ed era chiamato affettuosamente "Zio Ho" (Bác Hồ) dai suoi sostenitori. Sei anni dopo la sua morte, quando i comunisti riuscirono a conquistare il Vietnam del Sud, diversi carri armati del Vietnam del Nord portavano uno striscione con scritto: "Sei sempre in marcia con noi, caro zio Ho".

## Opere
- Diario dal carcere, Roma, Tindalo, 1967; Milano, Garzanti, 1972.
- Scritti, lettere, discorsi. 1920-1967, Milano, Feltrinelli, 1968.
- Lo spirito del Vietnam, Roma, Editori Riuniti, 1968.
- Socialismo e nazione, Roma, Editori Riuniti, 1968.
- La grande lotta, Roma, Editori Riuniti, 1972.
- Poesie, Roma, Newton Compton, 1978.